# Athylia nobilis
Athylia nobilis är en skalbaggsart som beskrevs av Stefan von Breuning 1960. Athylia nobilis ingår i släktet Athylia och familjen långhorningar. Inga underarter finns listade.